# Condado de Sevier (Utah)
O Condado de Sevier' é um dos 29 condados do Estado norte-americano do Utah. A sede do condado é Richfield, que é também a sua maior cidade. O condado tem uma área de 4968 km², uma população de 18 842 habitantes, e uma densidade populacional de 4 hab/km² (segundo o censo nacional de 2000). O condado foi fundado em 1865.